# Aglàbides

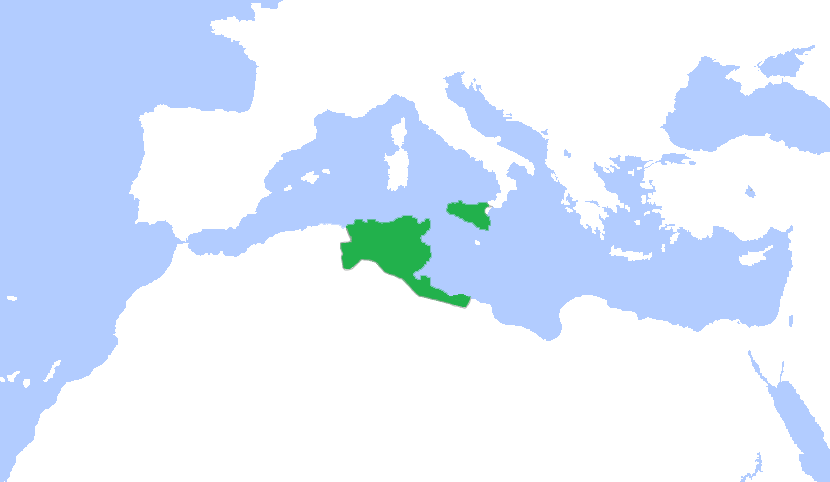
Extensió màxima del regne dels aglàbides

Els aglàbides o Banu Àghlab (àrab: الأغالبة, al-aḡāliba, o بنو الأغلب, Banū al-Aḡlab), originaris dels Khorasan, foren una dinastia àrab que va governar Ifríqiya del 800 al 909.
El govern hereditari els fou confiat pel califa Harun ar-Raixid el 800. L'acord establia que l'emir d'Ifríqiya renunciava a la subvenció del califat i a més havia de pagar a Bagdad 40.000 dinars. El primer emir, Ibrahim ibn al-Àghlab, fou un bon diplomàtic i home d'estat, que va rebre ambaixadors de Carlemany i del patrici Constantí de Sicília; va lluitar contra els kharigites que dominaven el sud d'Ifríqiya, l'Aurès i el Magrib central.
Els àrabs del jund que formaven les guarnicions, mai van ser prou obedients a la dinastia i Ibrahim va haver de reprimir dues revoltes: la de Hamdis ibn Abd-ar-Rahman al-Kindí (802) i la d'Imran ibn Mukhàl·lad (809); ambdues van tenir fort suport a la ciutat de Kairuan i Ibrahim ja ho havia previst i havia fundat una capital una mica al sud, Al-Abbasiyya o al-Qasr al-Qadim, poblada pels àrabs del jund més fidels, i per esclaus negres.

Conquesta musulmana de Sicília

La revolta més greu dels àrabs del jund fou durant el govern de Ziyàdat-Al·lah ibn Ibrahim (817-838) dirigida per Mansur ibn Nasr al-Tunbudhí, que dominava el castell de Tunbudha, al costat de Tunis, i al que van secundar molts caps àrabs (824) i van dominar després de diverses lluites amb resultats alterns, tot el país menys Gabes i la seva regió, però l'emir va poder sufocar la revolta amb l'ajut dels amazics del Jarid, i el cap rebel es va rendir i fou executat. Per pacificar el país es va dictar una amnistia i es va començar la conquesta de Sicília (el 827) desviant així als guerrers cap a una empresa exterior, arribant a amenaçar Roma el 846.
Les predicacions xiïtes d'Abu-Abd-Al·lah aix-Xií que van guanyar suport sobretot entre els amazics kutama, va posar fi a la dinastia i va donar pas a l'establiment dels fatimites.

## Llista d'emirs
- Al-Àghlab ibn Sàlim at-Tamimí, (governador 765 - 767).
- Ibrahim ibn al-Àghlab, governador 795-800, emir 800 - 812.
- Abu-l-Abbàs Abd-Al·lah ibn Ibrahim (812 - 817).
- Ziyàdat-Al·lah ibn Ibrahim (817 - 838).
- Abu-Iqal al-Àghlab ibn Ibrahim (838 - 841).
- Abu-l-Abbàs Muhàmmad (I) (841 - 847).
- Àhmad ibn al-Àghlab (847 - 848).
- Abu-l-Abbàs Muhàmmad (I) (848 - 856 segona vegada)
- Abu-Ibrahim Àhmad ibn Muhàmmad ibn al-Àghlab (856 -863).
- Ziyàdat-Al·lah (II) ibn Muhàmmad (863 - 864).
- Abu-Abd-Al·lah Abu-l-Gharaniq Muhàmmad (II) ibn Àhmad (864 - 875).
- Abu-Ishaq Ibrahim ibn Àhmad (875 - 902).
- Abu-l-Abbàs Abd-Al·lah (II) ibn Ibrahim (902 - 903).
- Abu-Múdar Ziyàdat-Al·lah (III) ibn Abd-Al·lah (903 - 909).